# Цуругасима
Цуругасима (яп. 鶴ヶ島市 Цуругасима-си) — город в Японии, находящийся в префектуре Сайтама. Площадь города составляет 17,73 км², население — 70 243 человека (1 августа 2014), плотность населения — 3961,82 чел./км².

## Географическое положение
Город расположен на острове Хонсю в префектуре Сайтама региона Канто. С ним граничат города Кавагоэ, Сакадо, Хидака и посёлок Морояма.

## Население
Население города составляет 70 243 человека (1 августа 2014), а плотность — 3961,82 чел./км². Изменение численности населения с 1980 по 2005 годы:
| 1980 | 35 842 чел. |  |
| 1985 | 49 381 чел. |  |
| 1990 | 63 064 чел. |  |
| 1995 | 66 208 чел. |  |
| 2000 | 67 638 чел. |  |
| 2005 | 69 783 чел. |  |

## Символика
Деревом города считается сосна, цветком — рододендрон.